# Біле (Львівський район)
Бі́ле — село в Україні, у Перемишлянській міській громаді Львівському районі Львівської області.

## Географія
У селі бере початок річка Біла, права притока Золотої Липи.Сусідні села — Дунаїв, Полюхів, Хомина.

## Історія
Перша письмова згадка датується 21 листопада 1405 року, коли Ян з Петрича, син Яна Мазовіта з Мілочич заставив своє село Біле за 13 кіп руських грошей Янові з Білки.
Згадується 9 травня 1452 року в книгах галицького суду селом володів тоді Львівський архієпископ. 1661,1711р село перебувало у власності духовних осіб.
У 1909—1944 роках проходила залізниця Львів — Підгайці.
Боротьба  ОУН- УПА проти СРСР
08.09 1945р підрозділ НКВС в  с. Біле, зловив сільського інформатора, який видав криївку, звідки витягнули живими повстанців "Марка", "Довбуша" і "Оленя"
8.[0]2.[1951 р.] в с. Білому відбувся мітінг, на який силою зганяв людей участковий міліції зі стребками і оперробітник Апошкін. На мітінгу виступав пропагандист Дудик, а разом з ним були присутні: слідчий мвд Сухенко та капітан з області. В своїй промові Дудик представив слухачам, як жилось людям за царської Росії, як Америка змагала ще тоді, щоби всі російські землі загарбати собі. Одначе Росія відбира[є] всі американські задуми і спроби і не піддалася Америці. Промов[е]ць широко зупинивсь над тим як повстала комуністична партія, як вона повалила царизм та повалила банди Денікіна, Врангеля та Петлюри. Дальше говорив промовець, що зараз Америка змагає до того, як за царської Росії, загарбати для себе всі землі і тому скорим темпом готуються до війни. Одначе нам американські пляни не страшні. Ми сильні. За нами весь радянський народ і тому в разі війни він допоможе розгромити американських агресорів, так як допоміг розгромити гітлерівську Німеччину. При кінці мітінгу ви[щ]е згадан[ий] промовець зупинився над нашим визвольно-революційним рухом. Він сказав: що та боротьба бандерівців то є за американські доляри. Бандерівські провідники одержують за це в Америки доляри, а по селах та містах втягають в «банду» «дурачків», які ходять по селах і містах та бунтують людей, що нібито вони борються за якусь там самостійну. Одначе, ЧА розгромила Петлюру і так розгромить решту «бандер», а Україна буде тільки радянська
Дня 20.[0]1.[1951 р.] в с. Білому оперативник Апошкін разом з місцевими стребками перекопав господарку громадянина Механів Осипа, нібито на підставі розшуків за збіжжям-
В кожному колгоспі Поморянського району є будівельна бригада, яка будує взірцеві будинки для колгоспних звірин. Матеріял на ці будинки беруть з господарських стодол та стаєнь, які силою розбирають без згоди господарів. Ці будинки покривають бляхою, або дахівкою, яку також стягають з господарських будинків. Н[а]пр[иклад], у с. Білому в колгоспі ім. «Жданова» будують 3 будинки: 1. будинок на корови в розмірі 80 на 10 м 2. –"– –"– свині –"– 50 на 10 –"– 3 –"– –"– коні –"– 30 на 10 –"– Протягом звітового часу в цьому селі розібрано 40 стодол і стаєнь. Подібні будови та спосіб їх будов, лише в менших масштабах, відбуваються майже в кожному колгоспі
.В м[ісяці] червні [1951 р.] розпочато сінокоси. Сп[р]иятлива погода спричинилась до цього, що зібано доброякісне сіно і не коштувало багато праці. Більшу частину сіна з сінокоси забрано на держпоставку, решту звезено до колгоспних стиртів. В час сінокосів день і ноччю була сильна контроля перед «розбазаренням». До цього були прикріплені стребки і участкові, які не тільки пильнували сіно на сіножат[я]х, але також ходили по будинках колгоспників та провіряли чи нема сіна. Позика: В кінці м[ісяці] квітня [1951 р.] кожне село дістало певну суму грошей, яку в 100 процентах має в скорому часі здати. Сільська адміністрація цю позику розподілила між селян. Дня 2 травня [1951 р.] по всіх селах району роз’їхалась районна адміністрація, оперпрацівники та уповноважені по позиці і після списків, які зоставила сільрада, почали стягати підписи та заразом і гроші. В перших днях уповноважений по позиці, днем і ноччю висилали сільських десятників і сільську адміністрацію за підписами та грішми. Населення поставило спротив і не годилося підписувати наложеної суми. Тоді уповноважен[и]й по позиці, оперпрацівники, участкові зі стребками та вся інша районна наволоч почали самі ходити по селі за підписами і грішми. При стяганні грошей почали вживати терору і тих людей, які не годились на наложену суму, почали тяжко побивати, застрашувати, що вони проти рад[янської] влади. Коли дана людина не хотіла підписати наложеної суми або здати готівки, то на наказ уповноваженого стребки її арештували та забирали в сільраду. Придержаних в сільраді замикали до пивниці, держали по цілій добі і більше, побивали і голодом змушували до підпису позики. Колгоспник, який підписав позику зраня, то вже до вечора мусів постаратися грошей бо двері його не зачинялися від грабіжників. Бідний колгоспник, щоб його перестали мучити, старався грошей, мовляв: «дам чортам, хай їх не бачу у своїй хаті». Крім застрашувань, побоїв, грабіжники вживали ще і терору. Н[а]пр[иклад], у с. Білому на хутір Діброви голова колгоспу Наливайко – москаль, партієць, бригадир Френцер Антін місцевий поляк, та Староселець Іван розібрали хату Демкові Петрові і тяжко його побили за це, що не мав звідки здати позики. Вище згаданий громадянин змушений вибратися з хутора до села, але позики не здав. https://litopysupa.com/wp-content/uploads/2019/01/NS_Tom_24_Zolochivska_Okruha_OUNOrhanizatsiini_dokumenty_1941-1952.pdf [Архівовано 25 листопада 2020 у Wayback Machine.]

## Відомі особистості
В селі народилися:
- Кузьма Любомир-Роман (1913—2004) — американський маляр-неореаліст українського походження.
- Мних Роман Володимирович (нар. 1966) — польський та український вчений, доктор гуманітарних наук у галузі слов'янознавства, професор Варшавського університету